# Yunus Mallı
 Yunus Mallı (ur. 24 lutego 1992 w Kassel) – turecki piłkarz występujący na pozycji pomocnika. Od 2023 roku jest zawodnikiem Konyasporu.